# Luciana Montelatici
Luciana Montelatici (Treviso, 20 giugno 1957) è un'ex cestista e allenatore di pallacanestro italiana.
Giocatrice della nazionale italiana femminile ed allenatrice di pallacanestro, nominata dalla Fip il 23 ottobre del 2020 "allenatrice benemerita" in riconoscimento della sua opera in favore dello sviluppo e dell'immagine della pallacanestro.

## Biografia
Inizia con la pallacanestro fin da piccola prima come giocatrice (disputando gli Europei con la Nazionale nel 1983 in Ungheria) e poi allenatrice.
Nel 1982 si laurea in scienze motorie all'Università di Padova, tre anni dopo sale in cattedra come docente di ruolo, carica che ricoprirà fino a giugno 2019, anno della pensione.
Coniuga successi sportivi sul campo di gioco all' insegnamento, due palestre di vita indispensabili per la crescita sia delle proprie giocatrici in che dei propri allievi a scuola con insegnamenti di nozioni e principi che sono la base della vita di tutti i giorni.
Allenatrice nazionale, docente di scienze motorie e sportive, specializzata nella disabilità psico-fisica, una miscela di competenze nel campo dell’insegnamento della pallacanestro e della disabilità.
Dal 2006 ideatrice del basket unificato prima con ANFAAS creando i “Baskettosi” poi dal 2008 con “Progetto “Nessuno Escluso” associato alla Nuova Pallacanestro Treviso che coinvolge ragazzi diversamente abili con normodotati.

## Carriera

### Giocatrice
Di ruolo playmaker, disputa nella massima serie diversi campionati a partire dalla sua Treviso: Plastilegno Treviso con cui consegue la promozione nella massima serie nel 1977. Approda alla UFO Schio dove gioca nel campionato 1979-80 e nel successivo.
Dopo un biennio alla Pepper Spinea, passa alla Bata Roma nel 1983-84, con cui vince la Coppa Ronchetti battendo a Budapest l'8 marzo 1984 le padroni di casa della Bse Budapest per 69-59. Fa ritorno un anno a Spinea, quindi gioca nel 1985-86 con la Lanerossi Schio l'ultima stagione in Serie A1.
Chiude la carriera a casa sua con la Veneta Cucine Treviso disputando due campionati, dal 1992 al 1994.

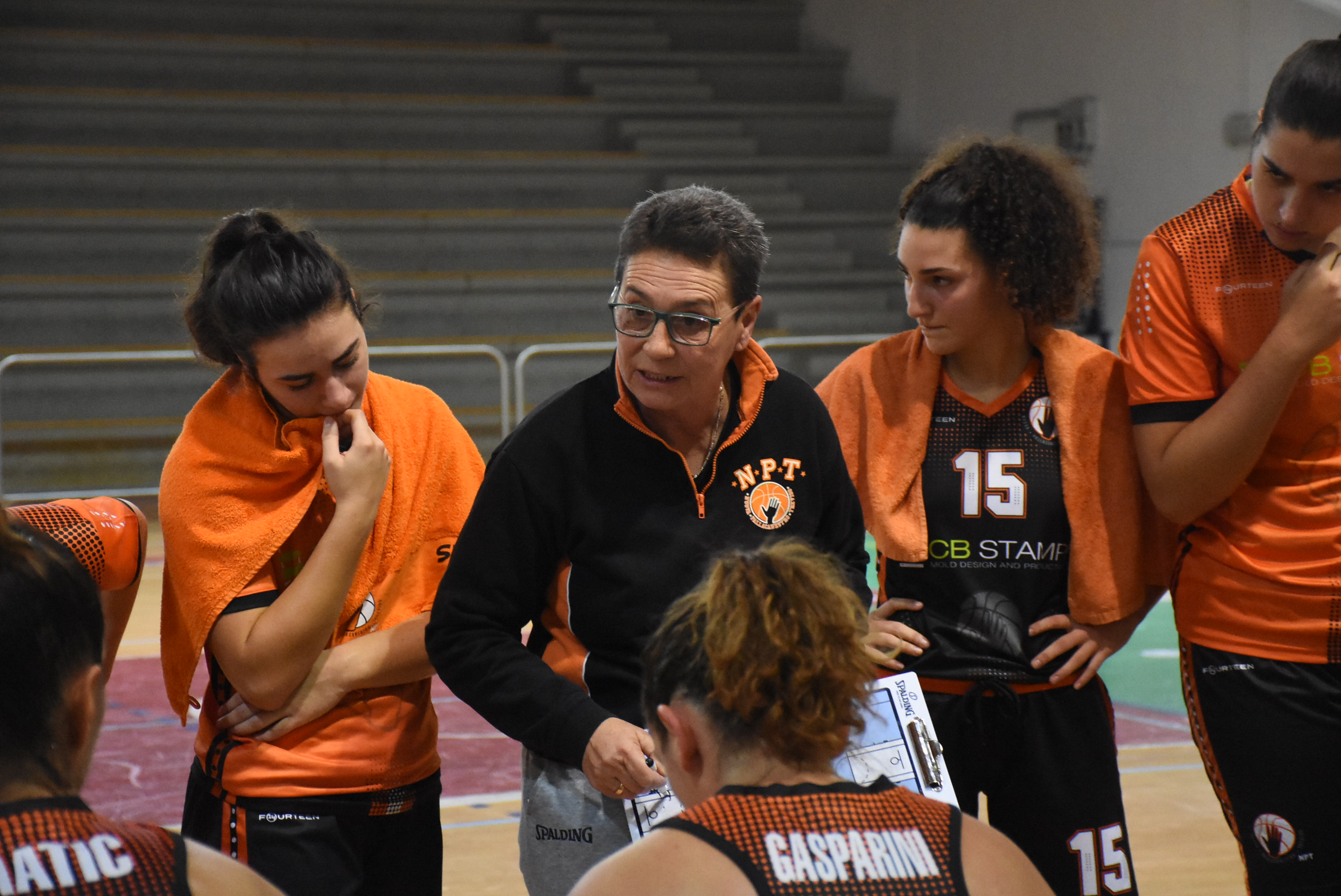
Luciana Montelatici in un time out nella trasferta vittoriosa di Casarsa con la Nuova Pallacanestro Treviso

È datato 18 maggio 2019 il suo ultimo canestro ufficiale, finito in un referto di gara. La finale giocata con la casacca della Dream Team Treviso contro le Poiane del basket Gazzera alla palestra Coni di Mestre, il campionato è il 4 Panaf organizzato dall'Acsi di Venezia.

#### Nazionale
Con la nazionale italiana maggiore femminile vanta 43 presenze e 140 punti, due Campionati Europei disputati (1983 e 1985), una qualificazione alle Olimpiadi a Cuba 1984.

### Allenatrice
La carriera da allenatrice nazionale inizia subito dopo aver riposto la palla da basket nell'armadio assieme alle scarpe. Nel 1995-96 allena in A2 femminile l' Ad Dil Basket Treviso; nel 1996-97, sempre in A2 femminile l'Epivent Venezia Basket femminile e nel 2006-07 torna a Treviso con l'Ad Dil Basket ancora in A2.

Da allenatrice regionale è sulla panchina della under 17 femminile del Ponzano Basket, accedendo alle finali Nazionali nel 2004-05. Dal 2010-11 è allenatrice della under 13 femminile della U.S. Hesperia Basket Treviso. 

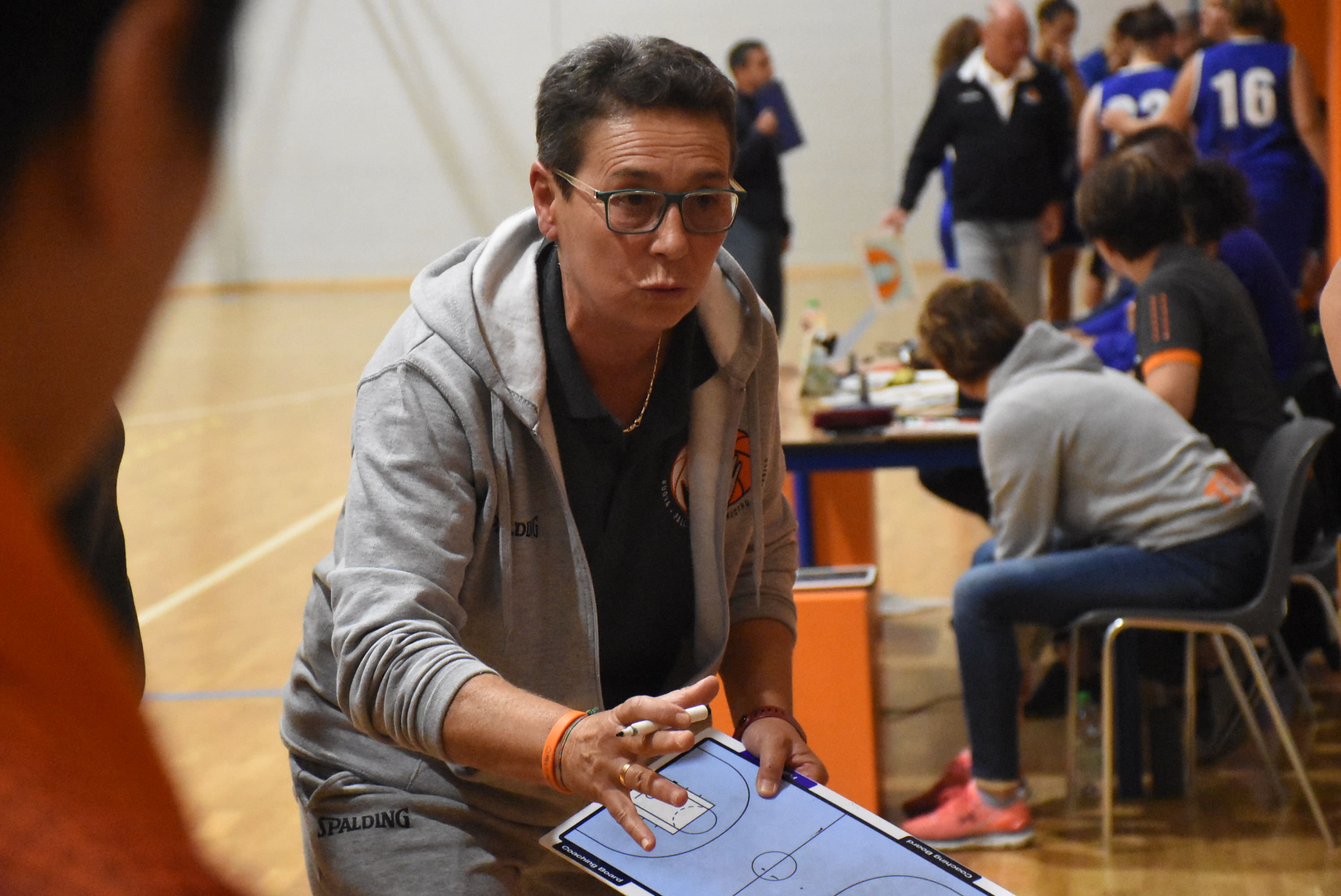
Luciana Montelatici lavagnetta alla mano per chiamare i giochi alle sue ragazze della Npt Treviso

#### Npt Treviso

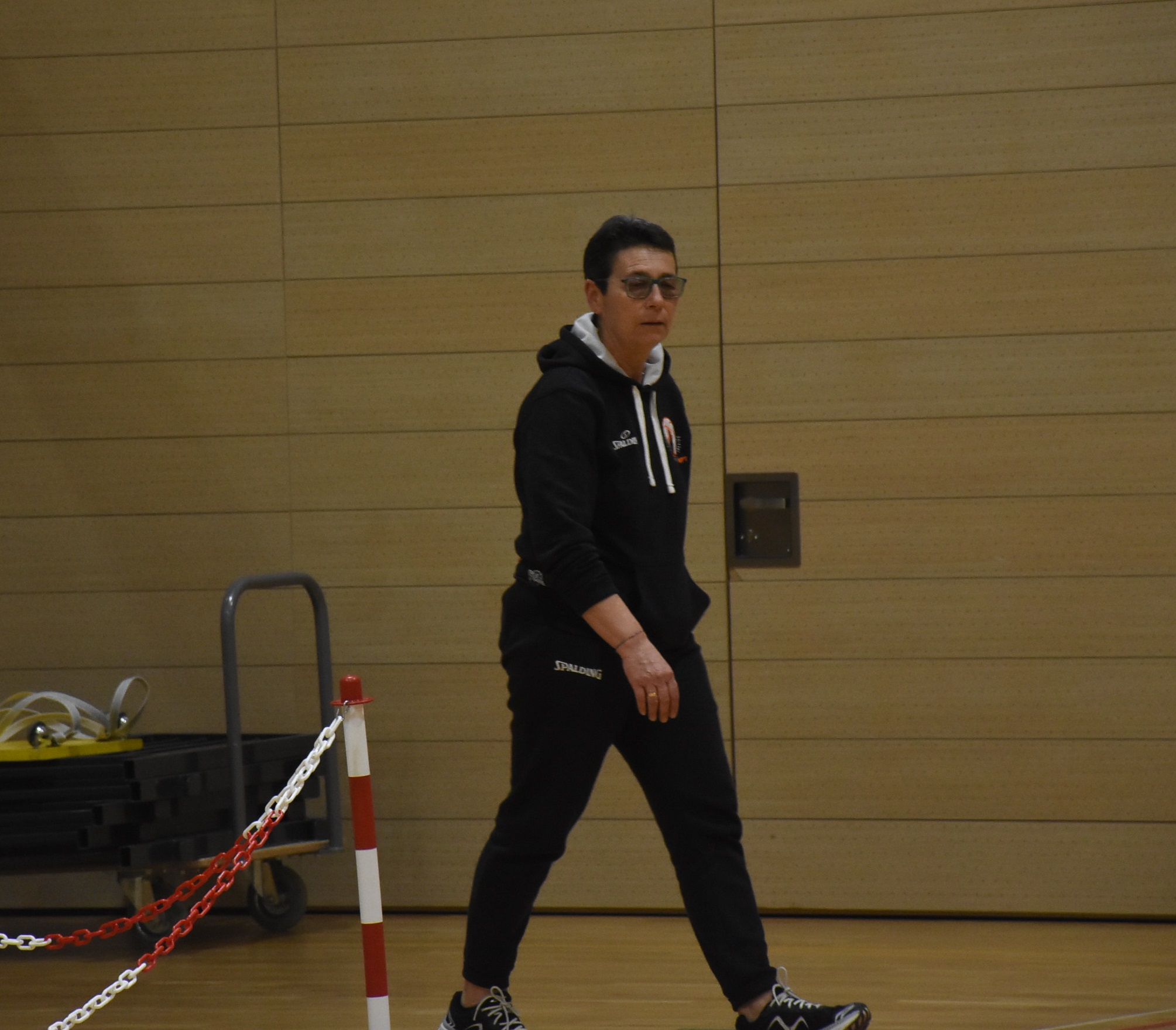
Luciana Montelatici nella sua ultima panchina ufficiale da allenatrice della Npt Treviso il 15 febbraio 2020 nella palestra "scuola media Stifter" di Bolzano

Nel 2011 nasce a Treviso in ambito femminile la Nuova Pallacanestro Treviso che vede il pieno coinvolgimento di Luciana Montelatici e di un'altra leggenda del basket italiano, Nidia Pausich. La presidente è Marika Possamai. Luciana Montelatici dal 2012 al 2019 allena diverse categorie del settore giovanile, come la under 15 con l'accesso alle finali nazionali nel 2015-16 e la categoria under 16 nel 2016-17. Nel 2019 è al timone della prima squadra da head coach. Il girone d'andata è pressoché perfetto, la Npt condivide con Bolzano e Rovigo le prime piazze della classifica, vincendo dieci delle tredici gare dell'andata.

### I "Baskettosi" e "Nessuno Escluso"
Docente di scienze motorie e sportive, Luciana Montelatici è specializzata nella disabilità psico-fisica, una miscela di competenze nel campo dell’insegnamento della pallacanestro e della disabilità.
Dal 2006 è ideatrice del basket unificato prima con ANFAAS creando i “Baskettosi” poi dal 2008 con “Progetto “Nessuno Escluso” associato alla Nuova Pallacanestro Treviso che coinvolge ragazzi diversamente abili con normodotati.

## Palmarès
- Coppa Ronchetti: 1

SS Roma: 1983-1984

## Riconoscimenti
Montelatici riceve quattro riconoscimenti nel corso della sua carriera. Tre consegnati a mano, più una "citazione" come esempio da imitare.
Il 13 dicembre 2010 riceve il premio "Fair Play" dal Panathlon Treviso per il progetto dei «Baskettosi», in cui "svolge un fondamentale ruolo di educatrice ed allenatrice"
Il 26 novembre 2016 riceve a Treviso il premio "Palma di Bronzo al merito tecnico", onorificenza nazionale riconosciuta dal Coni.
Il 18 maggio 2019 nella sua ultima apparizione da giocatrice nel torneo Panaf (pallacanestro non agonistica femminile) viene citata al momento delle premiazioni come "modello esemplare da seguire per promuovere il movimento femminile della pallacanestro".
Il 23 ottobre del 2020 Montelatici riceve dalla Fip la nomina "allenatore benemerito" in riconoscimento della sua opera in favore dello sviluppo e dell'immagine della pallacanestro.